# Danny Wuerffel
Daniel Carl Wuerffel (Fort Walton Beach, 27 maggio 1974) è un ex giocatore di football americano statunitense che ha giocato nel ruolo di quarterback nella National Football League (NFL). Fu scelto nel corso del quarto giro (99º assoluto) del Draft NFL 1997 dai New Orleans Saints. Al college giocò a football all'Università della Florida, guidandola alla vittoria del campionato NCAA e vincendo l'Heisman Trophy nel 1996.

## Carriera professionistica
I New Orleans Saints scelsero Wuerffel nel quarto giro del Draft 1997 e vi rimase fino al 1999, disputandovi 16 partite di cui 6 come titolare. Dopo aver giocato per un solo anno nei Green Bay Packers, Chicago Bears e Washington Redskins, in cui disputò le ultime 4 gare come titolare della carriera, Wuerffel si ritirò. Danny giocò per una stagione nella NFL Europa venendo premiato come miglior giocatore del World Bowl 2000 quando i suoi Rhein Fire batterono 13–10 gli Scottish Claymores.

## Palmarès
- Heisman Trophy (1996)
- Maxwell Award (1996)
- Walter Camp Award (1996)
- Davey O'Brien Award (1995, 1996)
- College Football Hall of Fame (classe del 2013)

## Statistiche
| Partite totali      | 25    |
| Partite da titolare | 10    |
| Yard passate        | 2.123 |
| Touchdown           | 12    |
| Intercetti subiti   | 22    |
| Passer rating       | 56,4  |